# Sahar Chodayari
Sahar Chodayari, international auch Sahar Khodayari, persisch سحر خدایاری, DMG Saḥar-e Ḫodāyārī (geboren wahrscheinlich 1990 in Qom; gestorben am 9. September 2019 in Teheran), war eine Anhängerin des iranischen Fußballvereins Esteghlal Teheran, die sich aus Protest gegen eine bevorstehende Inhaftierung wegen des Besuchs eines Fußballspiels selbst verbrannte.

## Leben
Sahar Chodayari wollte am 12. März 2019 das Spiel ihrer Mannschaft Esteghlal Teheran besuchen. Der Verein spielte in der asiatischen Champions League gegen al-Ain aus den Vereinigten Arabischen Emiraten. Sie hatte sich als Mann verkleidet, um ins Azadi-Stadion in Teheran zu gelangen. Nach der Islamischen Revolution 1979 hatten die schiitischen Geistlichen im Jahr 1981 Frauen verboten, Fußballspiele von Herrenteams live im Stadion anzuschauen. Die Iranerinnen sollten dadurch von der rohen Atmosphäre auf den Tribünen und vor der Betrachtung halbnackter Fußballspieler geschützt werden, hieß es zur Begründung.
Chodayari gelangte ins Stadion und postete ein Bild von sich in der Farbe des Vereins, in Blau gekleidet, aus dem Stadion heraus in den sozialen Medien. Daraufhin wurde sie festgenommen, in das Frauengefängnis Gharchak gebracht und wegen „Beleidigung der öffentlichen Ordnung“ wurde Klage gegen sie erhoben. Gegen Kaution kam sie bis zu ihrer Verhandlung frei. Am 2. September 2019 fand die Gerichtsverhandlung gegen sie statt. Zwar wurde das erste Verfahren abgesagt, jedoch erfuhr Chodayari, dass sie ein halbes Jahr ins Gefängnis sollte. Sahar Chodayari übergoss sich vor dem Gericht mit einer brennbaren Flüssigkeit und zündete sich an. 90 Prozent der Haut verbrannten; sie starb einige Tage später an ihren Verletzungen.
Am 10. Oktober 2019 war es ein einmaliges Ereignis, dass Frauen bei einem Spiel (ein Länderspiel Iran gegen Kambodscha) dabei sein durften.

### Der Film
Inspiriert vom Tod von Sahar Chodayari ist Die Pause, auch bekannt als Zang-e Tafrih, ein Kurzfilm, der 2020 von Navid Nikkhah Azad gedreht und produziert wurde.

## Reaktionen
Der Kapitän der iranischen Fußballnationalmannschaft Masoud Shojaei schrieb auf Instagram: „Die Selbstverbrennung einer Frau, die angeklagt wurde, weil sie ein Fußballspiel schauen wollte, ist das Resultat widerwärtigen Denkens und wird für zukünftige Generationen völlig unverständlich sein.“ Der Esteghlal-Spieler Andranik Teymourian sagte bzw. twitterte, man werde irgendwann ein Stadion nach Sahar Chodayari als „Das blaue Mädchen“ benennen.
Der ehemalige Bayern-München-Spieler Ali Karimi forderte die Fußballfans im Iran auf, Stadien aus Protest zu boykottieren. 
Viele Iranerinnen und Iraner äußerten bei Twitter unter dem Hashtag #BlueGirl („blaues Mädchen“) auf Englisch ihren Protest gegen die Diskriminierung von Frauen im Iran und ihr Entsetzen über Chodayaris Tod.

### FIFA
Viele Fans forderten, die FIFA solle den Iran endlich von allen internationalen Spielen ausschließen bis Frauen alle Spiele sehen können. Das Stadionverbot für Frauen verstößt gegen die FIFA-Statuten, laut derer Diskriminierung gegen Frauen „strikt verboten“ ist.
Die FIFA erklärte nach dem Tod Sahar Chodayaris: „Wir fordern die iranischen Behörden erneut auf, die Freiheit und Sicherheit aller Frauen zu gewährleisten, die an diesem legitimen Kampf zur Beendigung des Stadionverbots für Frauen in Iran beteiligt sind.“ Man bedauere diese Tragödie zutiefst, erklärte die FIFA. Die iranisch-amerikanische Journalistin und Aktivistin Masih Alinedschad sagte daraufhin der BBC: „Wir brauchen nicht die leeren Worte der FIFA, wir wollen von der FIFA, dass sie den Iran von internationalen Spielen ausschließt.“